# Ламбо Василев
Ламбо Василев е български революционер, деец на Върховния македоно-одрински комитет.

## Биография
Ламбо Василев е роден през 1876 година в леринското село Пътеле, тогава в Османската империя. Работи като дърводелец, но през 1902 година, когато е на 26 години, минава в нелегалност и се включва в революционното движение. Според разказа на неговия син Методи Ламбов, който не се припокрива от описаните събития от Христо Силянов в „Освободителните борби на Македония“, Ламбо Василев заедно с Дине Клюсов и Циле Мицков правят опит да разбият турците, обкръжили четата на Марко Лерински в Пътеле през юни 1902 година. Акцията се проваля, а Ламбо Василев, Дине Клюсов и Тошо Ильо Ничков от Пътеле се прехвърлят в Костурско, където се събират с оцелелите четници на Марко Лерински и формират чета под водачеството на Андрея. Ламбо, Дине, Циле Календжиев от Пътеле, Ташо Кочев, Насе Бисерин и Наце Гьорев от Церово, Леко Джорлев и Ване Попов от Неокази се отправят към Воденско, за да пресрещнат четата на Анастас Янков. След месец се връщат в Леринско и отсядат в къщата на учителката Екатерина Динева в Крушоради. Четата е предадена и в сражението умират Дине Клюсов, Ване Попов, Кръсто Торбанов от Сетина, и Найдо от Добровени, ранени са Стефо Попов от Неокази и Мицо от Сетина, който умира от раните си по-късно. Ламбо Василев, дедо Кольо от Добровени и другите четници се спасяват. В действителност през 1902 година Ламбо Василев с други четници посреща четата на Анастас Янков от Върховния комитет във Воденско, с която заминава за Костурско.
По-късно Ламбо Василев емигрира в България. Заселва се в Несебър, където членува в Илинденската организация.